# Бассо, Себастьян

Титульный лист трактата Себастьяна Бассо Philosophiae naturalis adversus Aristotelem

Себастьян Бассо (Sébastien Basson или Basso) — французский врач и натурфилософ конца XVI — начала XVII века, ранний сторонник атомизма и один из предшественников механистической философии.

## Биография
Годы рождения и смерти Бассо неизвестны. Только на основании косвенных данных можно установить, что он родился между 1577 и 1583 годами в городе Мец на северо-востоке Франции. Образование получил в иезуитской академии в Понт-а-Муссоне, образованной в 1572 году. Скорее всего, до 1610 года принял кальвинизм. Между 1611 и 1625 гг. Бассо преподавал риторику в кальвинистской академии в городе Ди, центре французского кальвинизма. Антиаристотелевские взгляды Бассо были известны лидерам его религиозной общины, и в 1620 он был вызван в Женеву для объяснения с кальвинистскими теологами. Постоянные трения с руководителями академии привели к тому, что в 1625 году Бассо был вынужден покинуть Ди. Куда при этом он уехал и сколько после этого прожил, остаётся неизвестным.
Основное сочинение Бассо «Двенадцать книг по натуральной философии против Аристотеля» было издано в Женеве в 1621 году. Бассо отрицал аристотелевское разделение Вселенной на надлунную и подлунную области. По его мнению, вся материя состоит из четырёх типов атомов, соответствующих элементам земли, воды, воздуха и огня. Считал, что атомы могут объединяться между собой в молекулы. В отличие от Демокрита и Эпикура считал пространство между атомами не пустым, а заполненным тонкой материей, отождествлённой им с пневмой стоиков — особой субстанцией, аналогичной огню. Таким образом, можно сказать, что учение Бассо соединяет две конкурирующие натурфилософские теории античности — эпикуреизм и стоицизм. Предполагается также значительное влияние Джордано Бруно.
Следуя стоикам, Бассо полагал, что потоки пневмы на Землю отвечают за астрологические влияния небесных тел на земные события. При этом вещество небесных тел со временем убывает, что приводит к гибели всего мира, за которым вновь следует его рождение — концепция, которая также свойственна стоикам. Однако, в отличие от стоиков, не считал небесные тела живыми существами, движущимися подобно рыбам в море или птицам в воздухе: по мнению Бассо, планеты переносятся потоками космической материи — пневмы. Признавал возможность орбитального движения Земли. Вселенную считал ограниченной твёрдым небосводом.
Считал возможным существование давления воздуха. Предполагал, что ускорение падающих тел обусловлено увеличением давления воздуха над телами и уменьшению сопротивления воздуха под ними.
Полагал, что действие тел друг на друга в этой системе осуществляется также только через из взаимный контакт. Все изменения в материи считал результатом движения и перераспределения атомов. В этом отношении его можно считать одним из предшественников механистической философии.
Натурфилософские взгляды Бассо были известны Гассенди и Декарту. Предполагается значительное влияние Бассо на натурфилософию Декарта.